# 田代良徳
田代 良徳（たしろ よしのり、1976年7月13日 - ）は、日本の俳優、モデル、経営者。東京都出身。
元大相撲力士であり、現役当時の四股名は東桜山 勝徳（とうおうやま かつのり）。最高位は西幕下7枚目（2002年11月場所）。
大相撲引退後、力士役でのCMやテレビ番組などに出演。海外ではアメリカのファッション誌『VOGUE』 や インド映画『SUMO』主演、インド映画俳優のサルマーン・カーンとのCM共演、さらには2023年公開のキアヌ・リーヴス主演『ジョン・ウィック：コンセクエンス』にも出演など様々な媒体で活動している。

## 略歴

### 大相撲入門前
生まれは東京都八王子市だが幼少期は東京都府中市で暮らし、府中市立住吉小学校2年生から周囲に体格の大きさを見込まれて相撲を始める。小学生5年、6年と2年連続でわんぱく横綱に輝き、徐々に自身にとって相撲が面白くなった。
中学校・高校は相撲の名門校である明治大学付属中野中学校・高等学校に進学。明大中野の同級生に志賀太祐（のちの大関・栃東）がいる。中学2年時には187cm、155kgと当時の幕内力士と遜色ない体型となった。高校卒業後は明治大学経済学部経済学科に進学。明治大学でも体育会相撲部に在籍し、主将を務める。1996年の全国大学選抜相撲宇佐大会では2学年上の安本栄来（玉力道）、冨永丈喜（武雄山）、1学年下の竹内雅人（雅山）らとともに団体戦優勝メンバーに入る。しかし大学の4年間を通して個人戦では上位入賞の経験がなく、幕下付出の資格を得られなかった。1999年3月に明治大学卒業。

### 入門後
大学卒業を機に玉ノ井部屋に入門し、1999年1月場所初土俵。同期生に後の横綱・朝青龍がいる。朝青龍とは、同年3月場所の序ノ口在位時に対戦し、朝青龍にとって初めての黒星をつけた。この場所序ノ口優勝を果たす。朝青龍とは同年7月場所でも三段目で対戦があり、このときは朝青龍が勝ち通算の対戦成績は1勝1敗。その後、幕下時代には、安馬（のちの日馬富士）や鶴竜、琴欧州などに黒星をつける。幕下までは順調に番付を上げ、一時は関取を伺う地位に就けたが、左足の怪我により2度の手術をし、関取には手が届かなかった。三段目に下がって負け越した2007年9月場所を最後に、「このまま腰が悪化すると歩けなくなる恐れがある」としてドクターストップにより引退した。
入門時にかつての同級生であった栃東はすでに三役力士であり、現役時には長く栃東の付け人を務めた。ほか、玉ノ井部屋のホームページ作成も担当していた。

### 引退後
玉ノ井部屋の後援会関係者の経営するスーパーマーケットに勤務し、責任者会議の際に客目線で様々な提案をしているところが目に留まり、勤務開始1年で店長を任された。またホームページの制作・運営をする自身の会社「デックワークス」（2015年に「デックス合同会社」に改組）を立ち上げた。
スーパーでの勤務と並行して、元力士の経歴を生かして、主に外国人向けのタレント活動を行うようになり、相撲のイメージを上げていこうというポリシーを持っているため、相撲をリスペクトしていない仕事は受けていない。会社経営とタレント業に専念するため、スーパーの店長は2015年に退職している。
2023年12月25日、自ら経営する株式会社オープンボックスの部門として、相撲特化型芸能事務所『SUMOエージェンシー』を立ち上げた。

## 出演

### 相撲ショー公演
- SUMO＋SUSHI 2023 西海岸ツアー[10]
- THE SUMO HALL日楽座OSAKA[11][12]

### 映画
- インド映画「SUMO」準主演（インド）　2025年4月25日公開、日本未公開
- 中国映画「唐人街探偵 東京MISSION」（原題:唐人街探案3）（中国）2021年2月公開
- ハリウッド映画「ジョン・ウィック4」2023年3月24日世界公開　同年9月日本公開

### 雑誌
- VOGUE（USA）2017年2月

### 配信系（Netflix/AppleTV+/AmazonPrime/Disney+)
- 名アシスト有吉（Netflix）力士役出演
- The Reluctant Traveler With Eugene Levy (Apple TV+)力士役出演

### CM
- MYTREX（日本）TVCM＆WEBCM
- HARIBO”ハリボー”（日本）TVCM
- 大阪万博　空港広告写真＆動画
- ザ・ライジングサンコーヒー（日本）広告写真
- Vodafone Idea （インド）TVCM＆WEBCM
- 政府観光局JNTO「Goodness of Japan」メインキャラクター　TV CM PV
- かっぱ寿司「どすこい鮪フェア版」（日本）TVCM
- 東京都「TokyoTokyo」（日本）PV
- The WiFi（日本）TVCM
- サントリー　「缶コーヒーBOSS」（日本）　TVCM
- 住友林業　「ビッグフレーム工法」（日本）TVCM
- おもちゃカンパニー「ベビースターラーメン」（日本）TVCM
- IKEA　「ソファセール」（日本）　TVCM
- TOYOTA自動車「もっと良くしよう」（日本）　新聞広告・WEB
- au KDDI 「パーフェクトシンク」（日本）　TVCM
- 日本ハム　「シャウエッセン」（日本）　TVCM
- ジャパネットたかた「東芝冷蔵庫チャレンジデー」（日本）　TVCM
- コンバースジャパン（日本）　WEBCM
- SHARP　「調理家電ホットクック」（日本）　WEBCM
- ダイハツ　「タント」（日本）TVCM
- 三菱ふそうオーストラリア（オーストラリア）　TVCM
- DICXY SCOTT（インド）TVCM
- ドリテック　「家庭用体重計」（日本）WEBCM
- フライステーション・室内スカイダイビング施設（日本）WEBCM
- SONY　デジタルカメラ（香港）TVCM
- アクアトト岐阜（日本）TVCM
- メントス（日本）WEBCM
- 博報堂プロダクツ「ARVR」PR動画　（日本）WEBCM
- 日産自動車「ぶっちゃけどうなの？！日産リーフ」（日本）YouTube番組

### テレビ
- 日本テレビ「踊る！さんま御殿」（日本）番組出演
- 日本テレビ「マツコ会議」（日本）番組出演
- 日本テレビ「有吉ゼミ」（日本）番組出演
- TBSテレビ「水曜日のダウンタウン」（日本）番組出演
- フジテレビ「ジャンクSPORTS」（日本）番組出演
- フジテレビ「ノンストップ」（日本）番組出演
- NHK　Eテレ「知りたガール学ボーイ」（日本）番組出演
- 日本テレビ「ボク、運命の人です」（日本）ドラマ出演
- TBSテレビ「クレイジージャーニー」番組出演
- TBSテレビ「Heaven?～ご苦楽レストラン～」ドラマ出演
- TBSテレビ「ペコジャニ∞」番組出演
- TBSテレビ「水曜日のダウンタウン」番組出演
- テレビ朝日「激レアさんを連れてきた」（日本）番組出演
- フジテレビ「情報プレゼンター とくダネ!」スタジオ出演
- テレビ東京「芸能人リアルガチバトル」番組出演
- 読売テレビ「すまたん」（日本）番組出演
- 読売テレビ「ミヤネ屋」（日本）番組出演コメンテーター
- Netflix「名アシスト有吉」（日本）出演
- Disney+「ユージンレヴィの旅行記」出演
- AbemaTV　「朝青龍押し出したら1000万円」出演
- WOWOW「ATPツアー　JAPANオープン」番組出演
- ワールドラグビー「Rugby World Cup Daily2019」番組出演
- ラグビーワールドカップ2019関連　各国テレビ番組出演（アイルランド・南アフリカ・イングランド・NBC・ITV）
- 踊る!さんま御殿!!（2023年9月5日、日本テレビ）

### YouTube
- はじめしゃちょー（日本）チャンネル出演
- パパラピーズ（日本）チャンネル出演

### PV・MV
- 新しい学校のリーダーズ　MV出演
- Kis-My-Ft2（キスマイ）アルバム「FREE HUGS!」特典VR映像出演
- JABBA DA FOOTBALL CLUBメジャーデビューシングル　MV出演
- 男性音楽グループ「浦島坂田船」LIVE映像出演
- エミレーツ航空（UAE）機内ビデオプログラム出演
- ドワンゴ　ニコニコ超会議（日本）PV
- マスターカード　ラグビーワールドカップ2019　PR（イギリス）新聞広告・WEB広告

## 著書
- 『みんなの大相撲―あなたの知らない力士たちのドスコイ生活』（ベストブック発行、2008年著）ISBN 978-4831401212